# Ekaschewo
Ekaschewo (russisch Экажево, inguschisch Эккажакъонгий-Юрт/Ekkažak’ongij-Jurt) ist ein Dorf (selo) in der Republik Inguschetien (Russland) mit 15.658 Einwohnern (Stand 14. Oktober 2010).

## Geographie
Der Ort liegt am Nordrand des Großen Kaukasus am Terek-Nebenfluss Sunscha. Unmittelbar westlich schließt sich fast lückenlos die Stadt Nasran an, deren Zentrum knapp fünf Kilometer entfernt ist. Etwa vier Kilometer südlich von Ekaschewo liegt die neue inguschische Hauptstadt Magas.
Ekaschewo gehört zum Rajon Nasran.

## Geschichte
Das inguschische Dorf wurde erstmals im Jahre 1760 erwähnt. 1919 wurde es im Russischen Bürgerkrieg von den Truppen Anton Denikins niedergebrannt.
Im Zusammenhang mit der Deportation der Inguschen und Liquidation der Tschetscheno-Inguschischen ASSR erhielt das Dorf 1944 den russischen Namen Nowoardonskoje (abgeleitet vom unweit in Nordossetien-Alanien fließenden Ardon, Nowo- für Neu-). Nach Rückkehr der Inguschen ab 1957 wurde der alte Ortsname in seiner russifizierten Form wiederhergestellt.
Heute ist Ekaschewo die nach Einwohnerzahl zweitgrößte Landgemeinde der Republik Inguschetien, die mit den anderen Ortschaften im dicht besiedelten Gebiet entlang der Sunscha faktisch eine Einheit bildet.
Im Zusammenhang mit den Tschetschenienkriegen und den mit diesen in Verbindung stehenden Aktionen tschetschenischer und anderer Separatisten geriet der Ort mehrfach in die Schlagzeilen. Am 10. Juli 2006 wurde in der Nähe einer der meistgesuchten Terroristen Schamil Bassajew getötet (nach Rebellenangaben kam er bei einem Unfall ums Leben). Am 2. März 2010 wurde am Ortsrand von FSB-Kräften eine Werkstatt ausgehoben, die der Vorbereitung des Bombenanschlages auf den Newski-Express zwischen Moskau und Sankt Petersburg im November 2009 mit fast 30 Toten gedient haben soll. Beim vorangehenden Feuergefecht wurden mehrere Terroristen getötet, darunter der Umarow-Vertraute Alexander Tichomirow (besser bekannt als Said Burjatski oder Said abu Saad al-Burjati), der erste einflussreiche Nicht-Kaukasier oder -Araber auf Seiten der Rebellen.

### Bevölkerungsentwicklung
| Jahr | Einwohner |
| ---- | --------- |
| 1979 | 7.916     |
| 2002 | 23.156    |
| 2010 | 15.658    |

Anmerkung: Volkszählungsdaten

## Wirtschaft und Infrastruktur
Hauptwirtschaftszweig ist die Landwirtschaft.
Westlich am Ort führt die Fernstraße M29 vorbei, die von Pawlowskaja in der Region Krasnodar entlang dem Kaukasusnordrand zur aserbaidschanischen Grenze verläuft. Von dieser zweigt dort eine bis ins große, den rechten Sunscha-Nebenfluss Kentsch knapp zehn Kilometer aufwärts gelegene Dorf Surchachi ab. Die nächstgelegene Bahnstation befindet sich in Nasran an der Strecke Beslan – Grosny – Gudermes.